# 15 MINUTES (Madison Beer)
"15 MINUTES" is een nummer van de Amerikaanse zangeres Madison Beer. Het is uitgebracht als een single op 19 juli 2024.

## Achtergrond
Beer teasede het uitbrengen van de nieuwe single 15 Minutes voor het eerst op 7 februari 2024 tijdens een livestream op Instagram. Daarnaast liet ze de mogelijkheid open dat 15 Minutes en de single Make You Mine zouden verschijnen op de deluxeversie van het album Silence Between Songs. Dit omdat Beer nog niet toe was aan het beginnen van een volgend muziekproject en de focus nog op Silence Between Songs ligt.
In april 2024 bracht Beer de muziekvideo van Make You Mine uit, waarin fans op het een einde een kleine teaser van de nieuwe single 15 Minutes ontdekten. Beer bevestigde tijdens een livestream dat dit dit inderdaad het geval was. In een volgende livestream liet Beer een gedeelte van het refrein horen met haar nagels.
Een week later zong Beer het nummer Make You Mine tijdens Jimmy Kimmel Live!. Tijdens het zingen voegde ze een gedeelte van het nieuwe nummer toe. Vanaf dat moment begon de promotie van 15 Minutes en kon het nummer worden gepresaved op de officiële website van Beer. Diezelfde maand hintte Beer naar de mogelijkheid van een muziekvideo gebaseerd op de televisieserie Fight Club, een van Beers favoriete televisieseries. In juli 2024 bevestigde Beer op Instagram dat de opnames van de muziekvideo waren begonnen. Ruim een week later maakte Beer de titel 15 Minutes bekend en liet ze op TikTok een gedeelte horen. Op 17 juli 2024 bevestigde Beer dat het nummer deel uitging maken van haar nieuwe The Encore Tour. Daarnaast onthulde ze dar de muziekvideo geen fight club bevat, maar haar inspiratie wel uit deze televisieserie is gehaald. Twee dagen later werd de muziekvideo van 15 Minutes uitgebracht en was het nummer op alle muziekplatforms te beluisteren.

## Muziekvideo
De eerste opnames voor de muziekvideo van 15 Minutes vonden plaats net nadat Beer haar Amerikaanse tour had afgerond in juni 2024. De video werd geregisseerd door Aerin Moreno en mede geregisseerd door Beer zelf. Op 9 en 10 juli vonden heropnames plaats omdat Beer nieuwe ideeën had opgedaan die bij de eerste opnames nog niet in de muziekvideo konden worden geïmplementeerd.

## Ontvangst
Het nummer wist de Nederlandse hitlijsten tot op heden niet te behalen. In de Amerikaanse dance hitlijst wist 15 Minutes een top tien notering te behalen.

## Tracklijst
Muziekdownload
1. "15 MINUTES" — 3:09[11]
2. "Make You Mine" — 3:41